# Essam Abd El Fatah
Essam Abd El Fatah est un arbitre de football égyptien né le 30 décembre 1965 au Caire. Il est aussi pilote de chasse dans l'armée de l'air égyptienne.

## Carrière d'arbitre
Essam Abd El Fatah est arbitre de la FIFA depuis 2001. Le premier match international qu'il a dirigé était la rencontre opposant le Maroc à la Sierra Leone en 2003.Il a officié dans 113 rencontre international.
Il a officié en tant qu'arbitre pendant les tournois suivants :
- Coupe du monde de football 2006 (1 match)
  - Australie 3 - 1 Japon
- Phase qualificative de la coupe du monde de football 2006 et 2010(15 matchs)
- Coupe du monde de football des moins de 20 ans 2005
- Coupe d'Afrique des nations de football 2004, 2006 et 2010 (7 matchs)
- ligue des champions CFA 2009;2008;2007 (3 matchs)